# Филипсталь (Верра)
Филипсталь (нем. Philippsthal) — община в Германии, в земле Гессен. Подчиняется административному округу Кассель. Входит в состав района Херсфельд-Ротенбург. Население составляет 4182 человека (на 31 декабря 2010 года). Занимает площадь 21,31 км².